# Чиж гватемальський
Чиж гватемальський (Spinus atriceps) — вид горобцеподібних птахів родини в'юркових (Fringillidae).

## Поширення
Вид поширений у Мексиці та Гватемалі. Його природним середовищем проживання є тропічний та субтропічний вологий ліс та чагарникові зарості.